# Lucifuga dentata
Lucifuga dentata är en fiskart som beskrevs av Poey, 1858. Lucifuga dentata ingår i släktet Lucifuga och familjen Bythitidae. IUCN kategoriserar arten globalt som sårbar. Inga underarter finns listade i Catalogue of Life.